# Серпокрилки
Серпокрилки (Drepanidae) — родина лускокрилих комах надродини Drepanoidea. Містить 660 видів.

## Поширення
Родина поширена по всьому світу. Найбільшого різноманіття сягає у тропічних регіонах.

## Опис

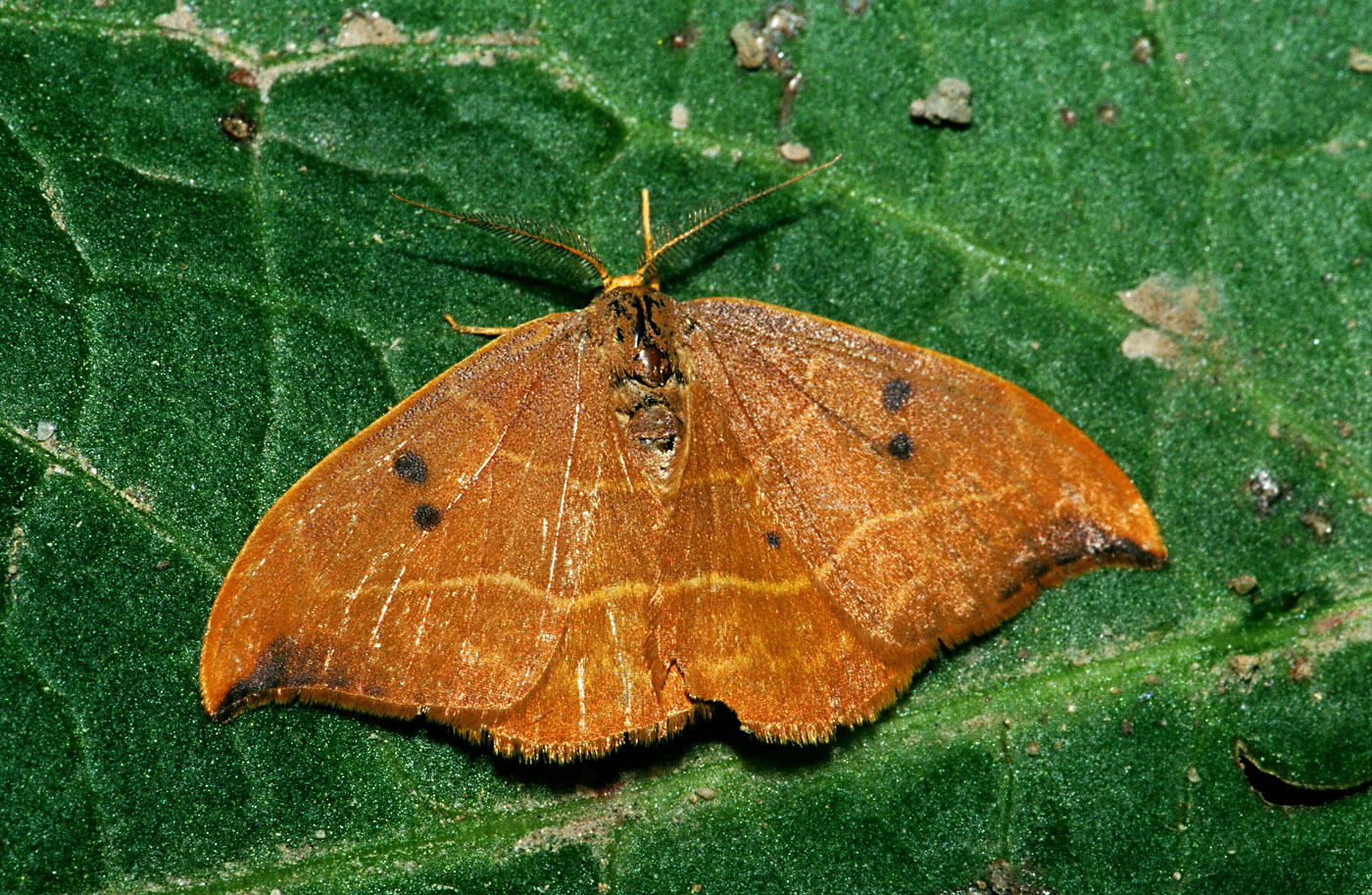
Drepana binaria

Метелики середніх розмірів з розмахом крил 10-40 мм. Тіло тонке, слабо опушене. Крила відносно широкі. Очі округлі, великі, голі. Хоботок недорозвинений або скорочений; губні щупики добре розвинені. Вусики гребінчасті, іноді зубчасті або пластинчасті, у самиць часто покриті віями. Передні крила широкотрикутні, зазвичай з серпоподібною вершиною. Задні крила округлі, зачіпка зазвичай добре розвинена, рідше відсутня. Передні крила з додатковою ланкою.

## Спосіб життя
Сутінкові й нічні метелики. Гусениці живляться листям різних широколистяних дерев або чагарників. Заляльковуються у листі, яке скручують та з'єднують шовком.

## Класифікація
- Підродина Drepaninae
- Підродина Thyatirinae
- Підродина Cyclidiinae
- insertae sedis
  - Hypsidia Rothschild, 1896
  - Yucilix Yang, 1978